# 1530 год в науке
В 1530 году произошли различные научные и технологические события, некоторые из которых представлены ниже.

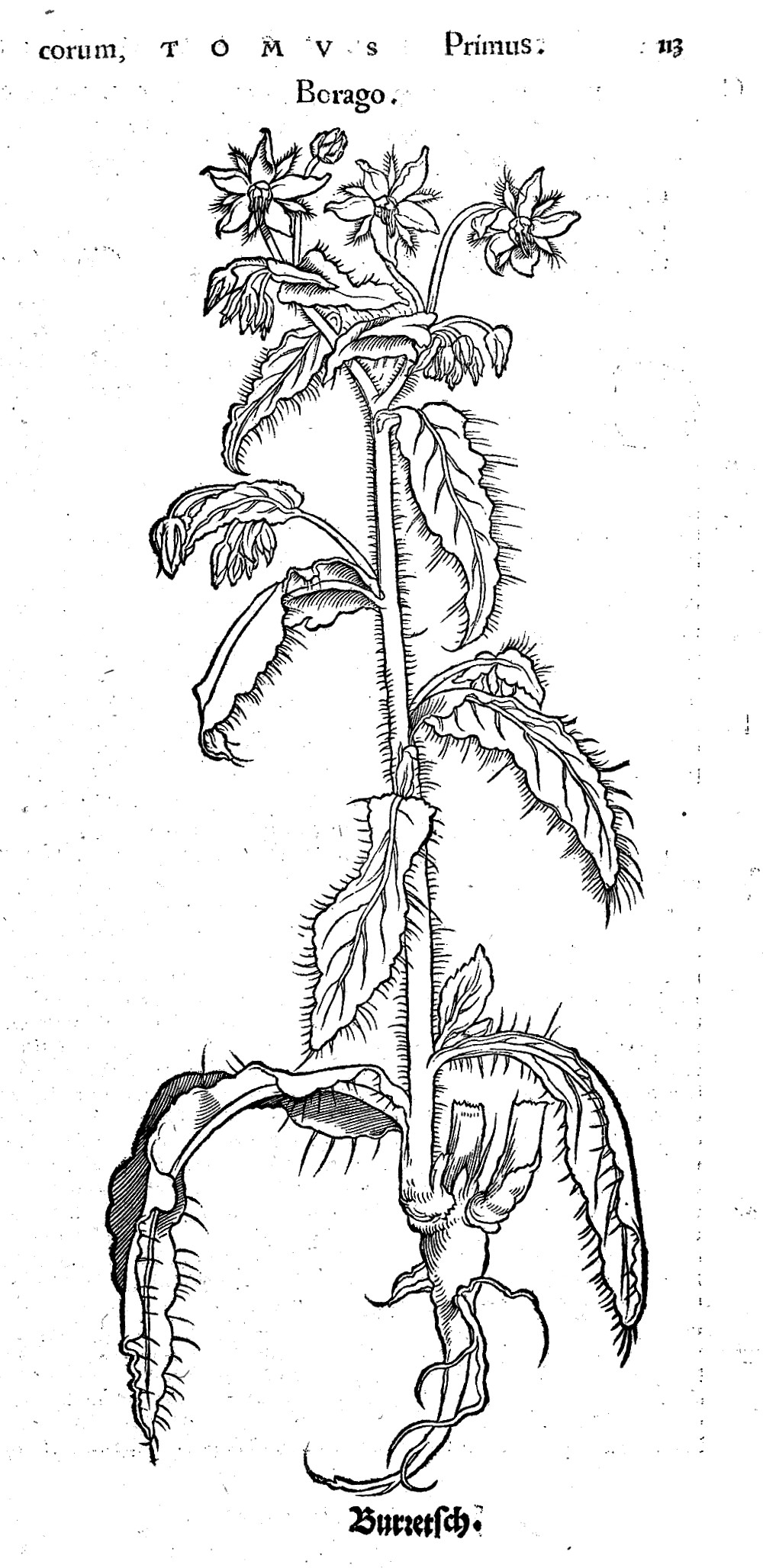
Огуречник аптечный. Рисунок из книги Брунфельса

## Публикации
- Георгий Агрикола опубликовал «Bermannus, sive de re metallica dialogus», первый из его трудов по научной металлургии.
- Отто Брунфельс начал публикацию своего богато иллюстрированного ботанического каталога «Herbarium vivae icones», в котором он дал растениям своеобразные видовые названия, основанные на немецком языке.
- Оронций Финеус: «Protomathesis».
- Джироламо Фракасторо: «Syphilidis, sive Morbi Gallici».
- Гемма Фризиус: «De Principiis astronomiae et cosmographiae».
- Вышла первая книга, посвящённая стоматологии: «Artzney Buchlein»[1].

## Родились
См. также: Категория:Родившиеся в 1530 году
- 14 августа — Джамбатиста Бенедетти, итальянский физик и математик (умер в 1590 году).
- (год рожд. приблизителен):
  - Конрад Дасиподий, швейцарский математик (умер в 1600 году).
  - Хуан Уарте, испанский врач и философ (умер в 1588 году).

## Скончались
См. также: Категория:Умершие в 1530 году